# Crossair Flight 498

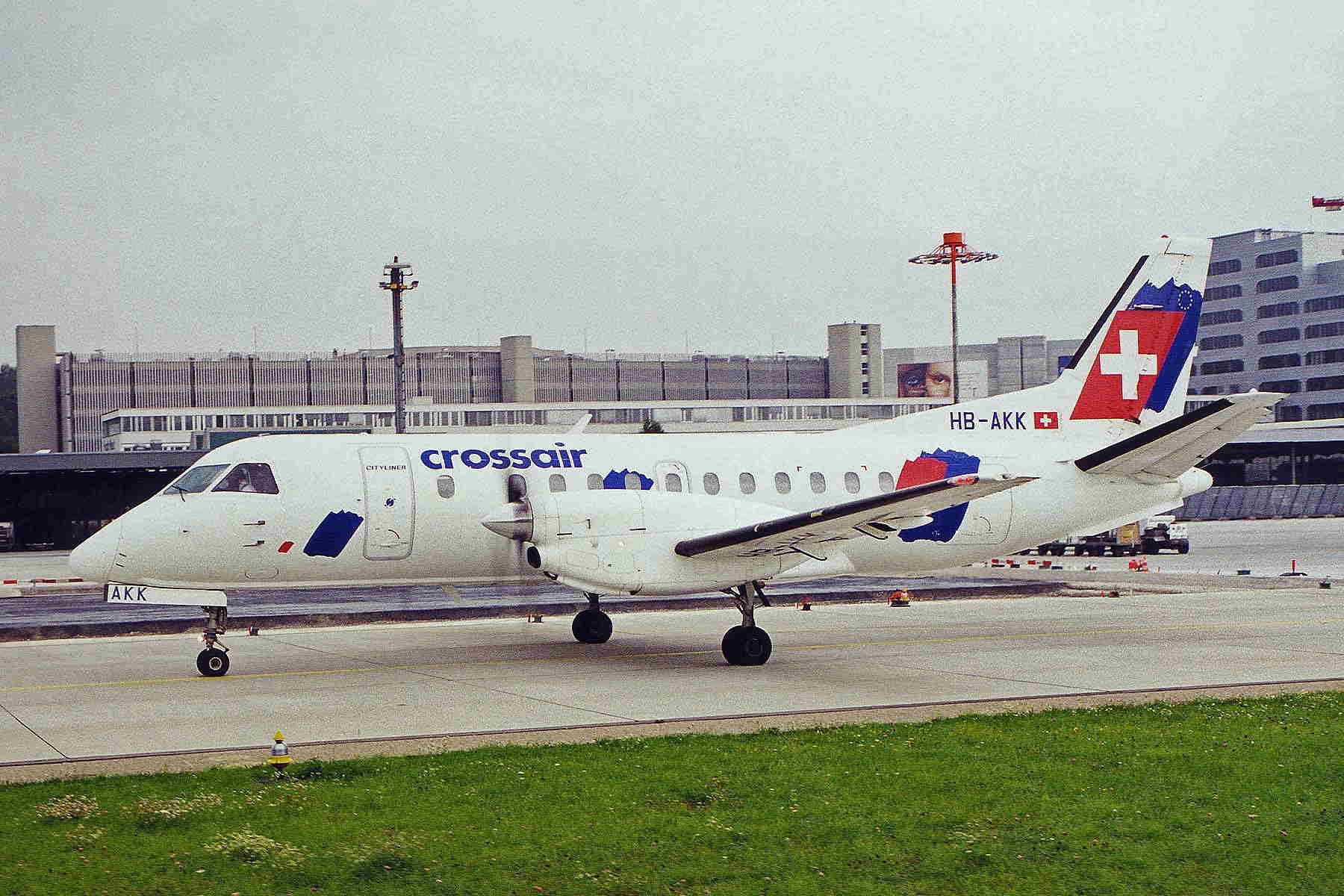
HB-AKK, flygplanet som störtade.

Crossair Flight 498 var ett Saab 340-plan som havererade under en reguljär passagerarflygning 10 januari 2000 från Zürich i Schweiz till Dresden i Tyskland. Ombord fanns 7 passagerare och 3 i besättningen. Kort efter att planet lyft från Zürich störtade det på grund av pilotfel efter spatial desorientering. Ingen ombord överlevde olyckan. Flygplanet var registrerat HB-AKK.

## Olyckan
Kaptenen, Pavel Gruzin, var 41 år gammal vid tidpunkten för incidenten och av moldaviskt ursprung. Andre styrman var Rastislav Kolezar, 35, med rötter i Slovenien. Piloterna kunde med andra ord inte kommunicera med varandra på något annat språk än engelska. Kolezars engelska var på en acceptabel nivå, men Gruzins kunskaper i engelska var kraftigt begränsade. Båda piloterna var mycket erfarna vad gäller antalet flygtimmar, men både Gruzin och Kolezar hade spenderat betydligt mer tid i sovjetbyggda flygplan som Iljusjin Il-62 och Antonov An-2. Det är av betydelse eftersom flera instrument i cockpit på sovjetbyggda flygplan fungerar annorlunda än på västerländska. Ingen av piloterna var särskilt erfarna i typen Saab 340. Under slutet av 1990-talet, då Crossair utökade sin verksamhet mycket, anställde man många östeuropeiska piloter. Delvis eftersom det inte fanns tillräckligt med schweiziska piloter som sökte jobben, men också för att de östeuropeiska piloterna inte krävde lika mycket i lön.
Planet lyfte från bana 28 på Zürichs flygplats klockan 17:54 lokal tid. Efter ett par kilometer började planet att komma ur kurs och följde inte flygledarens instruktioner gällande kurs. Sedan dök planet efter att ha överstegrat och exploderade när det slog i marken med nosen först.
Flygplanet störtade på ett fält emellan en liten skog och en landsväg, 1,6 kilometer sydöst om Dielsdorf, norr om Zürich. Närmsta samhälle till olycksplatsen var Nassenwil.

### Sista ord
Den sista delen av inspelningen av konversationen mellan piloterna och flygledningen är återgiven nedan. (Översättning till svenska inom parentes.)
- 17:56:17	Flygledning: Crossair four nine eight, confirm you are turning left (Crossair 498, bekräfta att du svänger vänster.)
- 17:56:19	Styrman:	moment please… (ett ögonblick...)
- 17:56:20	Styrman:	standby! (avvakta!)
- 17:56:20	Flygledning: OK continue right to Zurich East (Okej, fortsätt höger mot Zürich öst.)
- 17:56:22	Styrman:	No! (Nej!)
- 17:56:24	Styrman:	turning left! left! left! left!... left!! (svänger vänster! vänster! vänster! vänster!... vänster!!)
- 17:56:27	Styrman:...oh!... (...oj!...)
- ca.17:56:28  –          (KRASCH)

### Passagerare
| Nationalitet | Passagerare | Besättning | Totalt |
| ------------ | ----------- | ---------- | ------ |
| Tyskland     | 4           | 0          | 4      |
| Frankrike    | 1           | 1          | 2      |
| Schweiz      | 1           | 0          | 1      |
| Spanien      | 1           | 0          | 1      |
| Moldavien    | 0           | 1          | 1      |
| Slovakien    | 0           | 1          | 1      |
| TOTALT       | 7           | 3          | 10     |

## Utredning och eftermäle
Utredningen tog drygt tre och ett halvt år innan slutrapporten publicerades. Vid tidpunkten fanns ännu inte Schweizerische Sicherheitsuntersuchungsstelle, Schweiz nuvarande transportsäkerhetsbyrå, utan utredningen gjordes av den dåvarande säkerhetsbyrån Büro für Flugunfalluntersuchungen, vanligenkallat BFU Switz. Jean Overney ledde utredningen.
I slutrapporten attribuerades olyckan främst till pilotfel. Bidragande orsaker till att piloterna begick misstag var språkförbistring mellan besättningsmedlemmarna samt trötthet då piloterna inte ansågs ha adekvat träning. Anledningen till att planet överstegrade och rullade över var att Gruzin, som handflög planet, trodde att han hamnat i en skarp högersväng, när han i själva verket var i en skarp vänstersväng. Han fortsatte styra planet fullt vänster till dess att planet började dyka och situationen blev bortom räddning.
De ryska och östeuropeiska attitydindikatorerna (de artificiella horisonterna) var baserade på en annan konstruktionsprincip än de västerländska varianterna. Medan man i väst har valt en så kallad inside-out-representation, följer de ryska instrumenten en outside-in-princip i sin layout. Vid inside-out-representationen visar den artificiella horisonten den situation som piloten skulle se när denne tittar ut genom fönstret med utsikt över den naturliga horisonten. En symbol i mitten behåller sin position stabil i förhållande till flygplanet, medan en bakgrundsmask ändrar sin position. En skiljelinje mellan den blå (himlen) och den bruna (marken) delen representerar den faktiska horisonten. Vid en förändring i stigningsvinkel flyttas de synliga delarna av det blå och bruna området. Vid en stigning (pitch ANU) minskar den synliga bruna delen (den nedre halvan av displayen) och den blå delen (den övre halvan av displayen) ökar. Symbolen i mitten av instrumentet framträder därför framför den blå bakgrunden. En skala med delmarkeringar visar stignings- eller dykvinkeln.
Flygplanets girning representeras på den västerländska horisonten genom lutningen av horisontlinjen. Horisontlinjen rör sig i motsatt riktning mot flygplanets faktiska girning. Girningsvinkeln indikeras av en sky pointer som rör sig över en skala i den övre delen av instrumentet.
I motsats till detta visar den ryska horisonten flygplanets attityd genom en flygplanssymbol (modell) framför den horisontella blå-bruna skiljelinjen, vilken förblir stabil. Flygplanssymbolen lutar åt den sida som flygplanet lutar mot. Vinkeln kan avläsas vid spetsen på den nedre vingen på en skala med graderingar på den yttre ringen av instrumenthuset.
Förutom den omvända representationen av girning bör även den frikopplade framställningen av girning och stigning i det ryska instrumentet nämnas, jämfört med den kombinerade framställningen i den västerländska typen.
I Ryssland är risken för förväxling vid tolkning av den artificiella horisontens visning och vid avläsning av girningsvinkeln välkänd sedan införandet av den västerländska typen av horisont på ett antal flygplanstyper (Tupolev 154, samt alla västerländska typer). Flera olyckor har orsakats av detta.
En annan eventuellt bidragande orsak är att en stark bensodiazepin, fenazepam, hittades i kaptenens flygväska på olycksplatsen. Hans kroppsvävnad drogtestades och man kunde konstatera att han hade substansen i sin kropp vid tidpunkten för olyckan, men det gick inte att fastställa till vilken grad han var berusad och ifall det hade någon effekt på olycksförloppet. Gruzins fru hävdade att hon var medveten om att hennes man åt tabletterna, och att han gjorde det på grund av stress och ångest över att vara ifrån familjen som bodde kvar i Moldavien. Att vara påverkad av liknande substanser under en flygning är strikt förbjudet enligt Europeiska unionens byrå för luftfartssäkerhet (EASA). Schweiz stod utanför Europeiska unionen men deras egna byrå Bundesamt für Zivilluftfahrt samarbetar tätt med EASA.
En annan bidragande orsak till olyckan ansågs vara att andrestyrman Kolezar, som enligt vad som kunde utläsas från röstinspelaren på svarta lådan uppenbarligen tidigt identifierat problemet, inte tog över kontrollen från kaptenen utan istället bara fortsatte ropa ut förslag på lösningar. Det kan dock förklaras med en kulturell makthierarki.
Rekommendationerna i slutrapporten syftar främst till bättre träning i cockpit resource management (CRM) hos Crossairs piloter och bättre träning överlag för piloter som går över från sovjetbyggda flygplan till modernare varianter.
Crossair, som tidigare främst varit ett regionalt flygbolag, blev senare till Swiss International Air Lines efter att Swissair gått i konkurs.

### TV-dokumentär
Olyckan dramatiserades under den trettonde säsongen av dokumentärserien Haverikommissionen. Avsnittet heter Lost in Translation.